# Франсоаз Долто
Франсоаз Долто (на френски: Françoise Dolto) е френски психоаналитик и пионер в детската анализа.
Съосновател на Парижкото психоаналитично общество (Société Psychanalytique de Paris) и Société Française de Psychanalyse.

## Долто в България
Франсоаз Долто е позната в България с книгите си „Когато ce появи детето“, „Тийнейджърите“, „Женската сексуалност“, „Всичко е език“ „Несъзнаваният образ на тялото“ и др.
През 2011 г. (до 2015 г.) към СБДПЛРДЦП „Св. София“ се създава пространство, наречено Зелената къща, адаптирало идеите на Франсоаз Долто в специфична среда и организация. Тя посреща бебета, деца със специфични потребности, техните семейства и сиблинги. Заговаря се за психоанализа, за единен подход и формиране, а психоаналитикът ръководи екип от логопеди, специални педагози и психолози. Моделът на насочване наподобява познатите във Франция медико-психо-педагогически центрове.
Изключително голяма роля за запознаването с идеите на Ф. Долто имат "Дните на Франсоаз Долто в България" - събитие, което от 2012 г. се провежда ежегодно и е първи опит да се популяризират нейните идеи сред различни специалисти, студенти и родители, да се заговори за психоанализа с бебета (преждевременно родени).
Всяка година, в рамките на работни ателиета се разискват различни въпроси, отразяващи както съвременни теоретични и клинични изследвания, така и практически проблеми, видяни през практиката и учението на Франсоаз Долто. Гост-лектори са били френските психоаналитици Мириам Сежер, Георги Кацаров, Назир Хамад, Анемари Хамад, Клод Шодер, Катерин Долто (дъщеря на Франсоаз Долто), Силвиан Джиампино, Мари-Клер Буснел, Мари-Кристин Лазник.
Събитието се реализира благодарение на усилията на доц. дпн Моника Богданова, осъществила партньорство между Факултета по педагогика на Софийския университет „Св. Климент Охридски“ и СБДПЛРДЦП „Св. София“, а от 2015 г. и „Зеленият двор“.
Включват се и български специалисти в лицето на доц. дпн М. Богданова, д-р В. Симов, д-р А. Попиванова, Е. Казълова. Активно участие през годините има екипа на неонатологичното отделение в 1 ГБ, за който съпровождането на бебето и майката, необходимостта от психоаналитик в отделението е безспорно, а кенгуру грижата – перспектива.

## Произведения
- Psychanalyse et pédiatrie (1971)
- Le Cas Dominique (1971)
- L'Évangile au risque de la psychanalyse (1977)
- Au jeu du désir (1981)
В играта на желанието. Ч.1 (клинични есета), изд.: Критика и хуманизъм, София (2017).
- Séminaire de psychanalyse d’enfants (1982) – Луис Калдаге
- Sexualité féminine (1982)
Женската сексуалност: Генит. либидо и женската му съдба, изд.: ИК „Колибри“, София (1999), прев. Росица Ташева, Асен Чаушев
- L'image inconsciente du corps (1984)
Несъзнаваният образ на тялото, изд.: Център за психосоциална подкрепа: Бълг. пространство за психоанализа, София (2012), прев. Анастасия Гамова
- Séminaire de psychanalyse d’enfants (1985) – с Жан-Франсоа де Суверзак
- Solitude (1985)
- La Cause des enfants (1985)
Каузата на децата, изд.: ИК „Колибри“, София (2018), прев. Радостин Желев
- Enfances (1986)
- Libido féminine (1987)
- L'Enfant du miroir (1987) – с Давид Насио
- La Cause des adolescents (1988)
Каузата на юношите, изд.: ИК „Колибри“, София (2021)
- Quand les parents se séparent (1988) – с Инес де Анжелино
Когато родителите се разделят, изд.: ИК „Колибри“, София (2022)
- L'Échec scolaire (1989)
- Autoportrait d'une psychanalyste (1989)
- Paroles pour adolescents ou le complexe du homard (1989)
- Lorsque l'enfant paraît (1990)
Когато се появи детето, изд.: „Водолей“, София (1993 – 1994 в три части), прев. Гриша Атанасов, Виктория Атанасова
преиздадена, изд.: ИК „Колибри“, София (2012)
- Les Étapes majeures de l'enfance (1994)
Основни етапи на детството, изд.: ИК „Колибри“, София (2009), прев. Николина Жекова
- Les Chemins de l'éducation (1994)
- La Difficulté de vivre (1995)
- Tout est langage (1994)
Всичко е език, изд.: ИК „Колибри“, София (2006), прев. Кремена Сиракова
- Le sentiment de soi: aux sources de l'image et du corps (1997)
- Le Féminin (1998)
- La vague et l'océan: séminaire sur les pulsions de mort 1970 – 1971 (2003),
- Lettres de jeunesse: correspondance 1913 – 1938 (2003)
- Une vie de correspondances: 1938 – 1988 (2005)
- Une psychanalyste dans la cité. L'aventure de la Maison verte (2009)